# Cordillera de Vilcanota
Cordillera de Vilcanota – pasmo górskie w południowo-wschodnim Peru, w Kordylierze Wschodniej (Andy Środkowe). Rozciąga się na długości ok. 250 km między dolinami rzek Yanatil i Yavero (Paucartambo). Pasmo zbudowane głównie ze skał prekambryjskich i dolnopaleozoicznych. Łączą się na południu z Cordillera de Carabaya poprzez masyw Ausangate (6384 m n.p.m.). Zbocza porośnięte tropikalnymi wilgotnymi lasami górskimi.